# Øster Snede
Øster Snede er en lille by i Østjylland med 1.197 indbyggere  (2024). Den er beliggende i Øster Snede Sogn ved Østjyske Motorvej fem kilometer vest for Hedensted, 14 kilometer nordøst for Vejle og 19 kilometer sydvest for Horsens. Byen tilhører Hedensted Kommune og er beliggende i Region Midtjylland.
Øster Snede Kirke og Øster Snede Skole ligger i byen.